# Стрепет
Стре́пет (лат. Tetrax tetrax) — птица семейства дрофиных.

## Описание
Стрепет величиной с курицу. Длина тела достигает от 40 до 45 см, размах крыльев — 83—91 см, масса — 500—900 г. Верх тела песочного цвета с тёмным рисунком, низ белый. В брачном наряде у самца чёрная шея с двумя белыми полосами. В зимнем наряде самец и самка окрашены в песочный цвет с чёрными пятнами.
Своеобразен полёт стрепета. Сорвавшись с земли, он летит очень быстро. Кажется, что птица дрожит и трепещет на месте, но в то же время быстро двигается вперёд. В полёте крылья издают издалека слышимый своеобразный свист.

## Распространение
Стрепет обитает в умеренных районах Европы и Азии, а также в Северной Африке, ранее обитал в Бессарабии, живёт на открытых пространствах, в основном в степях и полях. Живёт только в тех степях, где остались хотя бы небольшие участки целины. Из-за сплошной распашки степей когда-то многочисленные стрепеты стали редкостью.

## Образ жизни
В отличие от дроф, стрепеты держатся в одиночку или парами, только перед отлётом на зимовку они собираются в большие стаи. Питаются растительной пищей (семена, побеги, корни) и насекомыми.

## Размножение
Сезон размножения начинается в апреле. Самцы стрепетов токуют на одном месте. Подпрыгивая высоко над землёй, самец хлопает со свистом крыльями, зависает на 10-15 секунд и кричит «цррр», потом опускается на землю и снова подпрыгивает. Самка откладывает от 3 до 5 яиц. Она плотно сидит на кладке и близко подпускает человека, в результате чего очень часто гибнет под колёсами сельскохозяйственной техники.

## Галерея

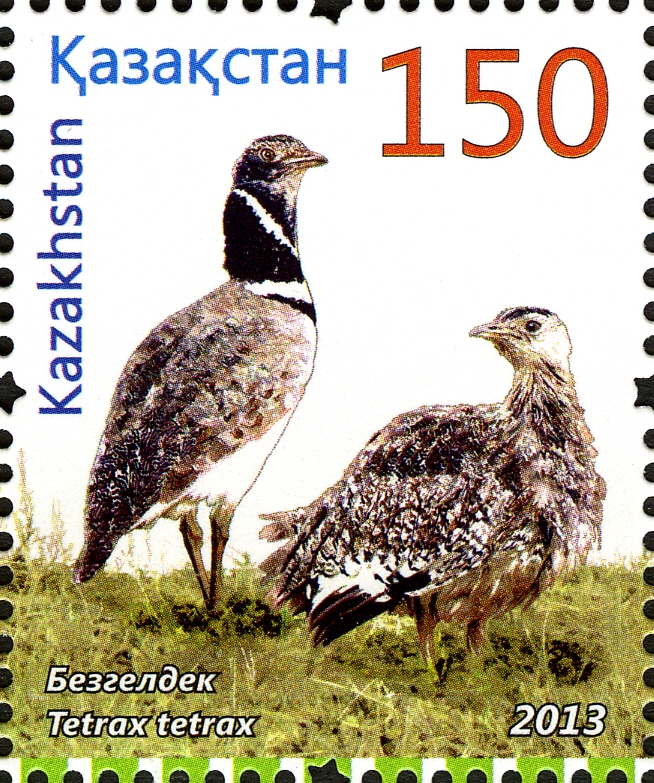
Стрепет на почтовой марке Казахстана, 2013
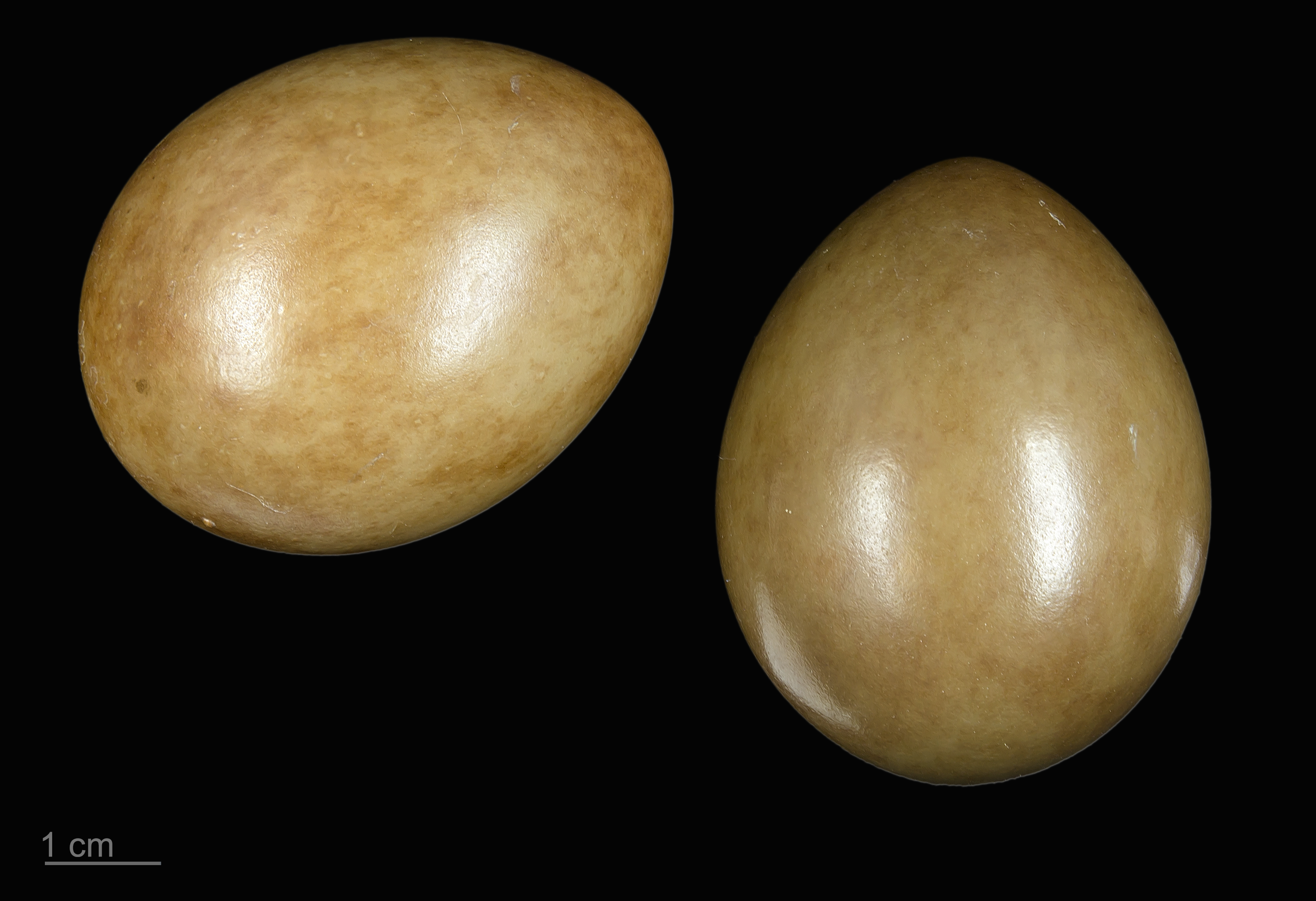
Яйцо Tetrax tetrax, Тулузский музей
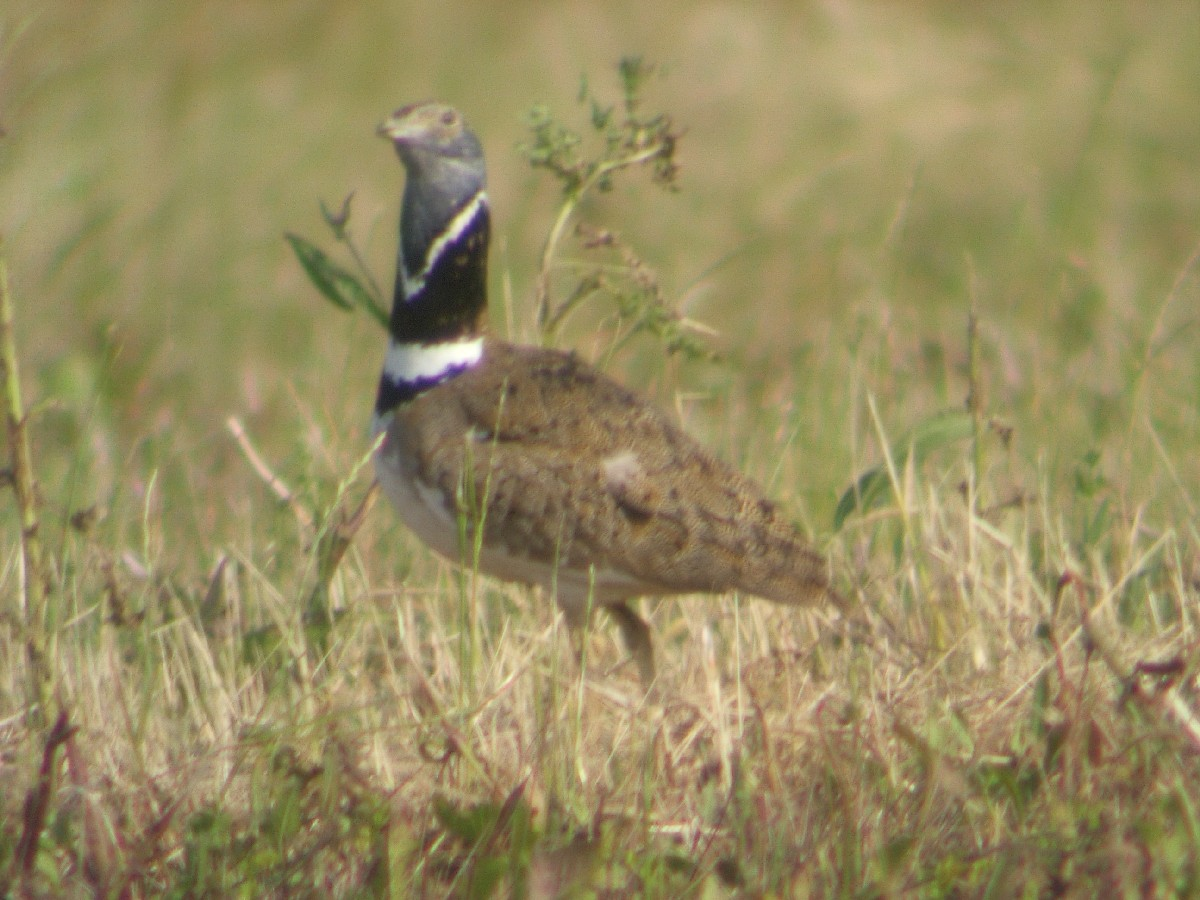
Стрепет